# 大通門
大通門位於四川省西昌市南門，文物遺址年代判定為明。1991年4月16日公佈為四川省第三批文物保護單位。

## 簡介
西昌明城牆始建於明洪武二十年(1387年)，選址於唐嶲州土城的西北角，其北、西兩牆沿用了唐嵩州土城的部分西牆和北牆，東牆與南牆為明代新築，明建昌城平面呈扇形。西昌明城牆初建時為土城，道光《西昌縣誌·城垣》載： 「明洪武中建土城，宣德二年甃以磚石，高二丈二尺，底寬三丈六尺，頂厚二丈，周圍九里三分，共一千四百四十四丈八尺。建四門，東曰『安定』、南曰『大通』、西日曰『寧遠』、北曰『建平』」，清代經過多次維修。東、南、北門至今尚存，其中大通門與安定門現為四川省文物保護單位，建平門為西昌市文物保護單位，西門早年被撤，現唯余西門坡一處地名。近年相繼發現一批城門門額和有年號的城磚，門額有「建平門」「大通門」「安定門」和寧遠門的「遠」字。年款為「洪武貳拾年四月吉旦立」(1387年)。城磚有大順、乾隆、嘉慶、道光、咸豐、同治、光緒、宣統等年號。據此可知從明代末年到清代末年多次培修城牆和城門。